# ロイ・ハリス
ロイ・ハリス（Roy Harris, 1898年2月12日 – 1979年10月1日）はアメリカ合衆国の作曲家。
オクラホマ州出身。カリフォルニア大学バークレー校で学んだ後、アーロン・コープランドの推薦で1926年から1929年までの間、パリに留学しナディア・ブーランジェに師事し、ルネサンス音楽の研究に没頭した。この時期のピアノ協奏曲、クラリネット協奏曲、弦楽四重奏曲はフレデリック・ディーリアスから賞賛を受ける。帰国後、交響曲「1933年」がセルゲイ・クーセヴィツキーの目に留まり、彼とボストン交響楽団が初演した交響曲第3番によって名声を得た。ミルズ大学、ジュリアード音楽学校、カリフォルニア大学ロサンゼルス校などで教職につき、弟子にはウィリアム・シューマン、ピーター・シックリー（P. D. Q. バッハ）などがいる。作品は交響曲が番号付のものだけで13曲、番号なしや未完のものを含めると少なくとも18曲にのぼる。

## 主な作品

### 交響曲、管弦楽曲
- 交響曲「1933年」(交響曲第1番)
- 交響曲第2番
- 交響曲第3番
- 交響曲第4番「民謡交響曲」
- 交響曲第5番
- 交響曲第6番「ゲティスバーグの演説」
- 交響曲第7番
- 交響曲第8番「サンフランシスコ」
- 交響曲第9番
- 交響曲第10番「アブラハム・リンカーン」
- 交響曲第11番
- 交響曲第12番
- アメリカ交響曲
- 管弦楽のためのアンダンテ
- 交響的序曲 「ジョニーが凱旋するとき」[1]

### 協奏曲
- ピアノと管弦楽のための幻想曲
- 弦楽四重奏、ピアノ、クラリネットのための協奏曲
- ヴァイオリン協奏曲

### 室内楽曲
- ピアノ五重奏曲
- 弦楽四重奏曲第3番

### ピアノ曲
- ピアノソナタ

## 文献
- Canarina, John. 1995. "The American Symphony". In A Guide to the Symphony, new edition, edited by Robert Layton, Chapter 18. New York: Oxford University Press. ISBN 0192880055
- Kennan, Kent Wheeler. 1952. The Technique of Orchestration. New York: Prentice-Hall. Second edition 1970, Englewood Cliffs, N.J., Prentice-Hall. ISBN 0139003169 Third edition, with Donald Grantham, 1983, Englewood Cliffs, N.J.: Prentice-Hall. ISBN 0139003088
- Slonimsky, Nicolas. 1947. "Roy Harris". The Musical Quarterly 33, no. 1 (January): 17–37.
- Stehman, Dan.  1984.  Roy Harris:  An American Musical Pioneer.  Boston:  Twayne Publishers.  ISBN 0-8057-9461-1
- Stehman, Dan. 1991. Roy Harris: A Bio-Bibliography. Bio-Bibliographies in Music 40. New York: Greenwood Press. ISBN 0313250790
- Stehman, Dan. 2001. "Harris, Roy [LeRoy] (Ellsworth)". The New Grove Dictionary of Music and Musicians, second edition, edited by Stanley Sadie and John Tyrrell. London: Macmillan Publishers.